# Eugen Täubler
Eugen Täubler (* 10. Oktober 1879 in Gostyń; † 13. August 1953 in Cincinnati) war ein deutscher Althistoriker.

## Leben und Wirken
Eugen Täubler wurde 1904 in Berlin promoviert bei Otto Hirschfeld mit der Arbeit Die Parthernachrichten bei Josephus. Täubler war in der zionistischen Bewegung engagiert und war in seinen Interessen allgemein und wissenschaftlich den jüdischen Interessen verbunden, deshalb verzichtete er nach der Promotion zunächst auf eine Universitätskarriere und wurde von 1906 bis 1918 der Leiter des Gesamtarchivs der deutschen Juden in Berlin. Daneben wirkte er von 1910 bis 1914 als Dozent an der Hochschule für die Wissenschaft des Judentums in Berlin.
Während des Ersten Weltkrieges wurde Täubler als Soldat an die Ostfront in Kurland geschickt und 1916 kriegsdienstbeschädigt entlassen. Es gelang ihm indes erfolgreich, seine wissenschaftliche Karriere wieder aufzunehmen. 1918 habilitierte er sich an der Universität Berlin und widmete sich dem Aufbau einer Akademie für die Wissenschaft des Judentums, deren Gründungsdirektor er 1919 wurde. Anschließend lehrte er von 1922 bis 1925 an der Universität Zürich sowie in den Jahren 1925 bis 1933 Alte Geschichte an der Universität Heidelberg. Er war seit 1927 mit der Historikerin Selma Stern verheiratet.
Nach der Machtergreifung der Nationalsozialisten wurde Täubler am 6. März 1933, noch vor dem „Berufsbeamtengesetz“, zunächst vorläufig beurlaubt. Aus Protest gegen die Behandlung jüdischer Wissenschaftler legte er Amt und Mitgliedschaft an der Heidelberger Akademie der Wissenschaften nieder, wurde am 9. November 1933 mit sofortiger Wirkung von der Universität Heidelberg definitiv beurlaubt und am 18. Dezember 1933 in den Ruhestand versetzt. Der Engere Rat der Universität Heidelberg versuchte mit Hinweis auf den Kriegsdienst Täublers im Ersten Weltkrieg einen ehrenvollen Abgang zu ermöglichen. Täubler lehnte dies aus prinzipiellen Gründen ab. Nachfolger auf dem Lehrstuhl für Alte Geschichte an der Universität Heidelberg wurde der Nationalsozialist Fritz Schachermeyr (Antritt 1. April 1936).
Täubler wurde nun zunächst Dozent an der Hochschule für die Wissenschaft des Judentums in Berlin (1938–1941). Im Jahre 1941 konnte das Ehepaar dank der Unterstützung durch Erhard Oewerdieck in die USA emigrieren. Dort wurde er Professor am Hebrew Union College in Cincinnati. Täubler kehrte nicht nach Deutschland zurück und stellte kurz vor seinem Tod 1953 einen Wiedergutmachungsantrag gegenüber der Universität Heidelberg.
Einen Schwerpunkt seiner Forschungen bildete die Geschichte des Alten Israel und die der deutschen Juden. Neben Arbeiten zum römischen Staatsrecht, zur antiken Geschichtsschreibung und Palästina standen methodische Überlegungen zur Fundierung einer jüdischen Geschichtswissenschaft im Vordergrund. Durch Studenten aus Jerusalem, die bei ihm in Cincinnati studierten, prägte Täubler auch die historische Forschung an der Hebräischen Universität Jerusalem.
Den Nachlass von Eugen Täubler übergab seine Witwe Selma Stern 1977 der Universitätsbibliothek Basel (mit Nachträgen nach ihrem Tod 1981). Die Universität Heidelberg ehrte ihn anlässlich des 600-Jahr-Jubiläums mit der Herausgabe Ausgewählter Schriften sowie anlässlich der Ausstellung „Juden an der Universität Heidelberg“, gezeigt 2002 in Heidelberg und Jerusalem.

## Schriften (Auswahl)
- Imperium Romanum. Studien zur Entwicklungsgeschichte des Römischen Reiches, Band 1: Die Staatsverträge und Vertragsverhältnisse. Teubner, Leipzig u. a. 1913 (Digitalisat).
- Untersuchungen zur Geschichte des Decemvirats und der Zwölftafeln. Ebering, Berlin 1921.
- Die Vorgeschichte des zweiten Punischen Krieges. Schwetschke, Berlin 1921 (zugleich: Berlin, Universität, Habilitations-Schrift, 1921).
- Tyche. Historische Studien. Teubner, Leipzig u. a. 1926.
- Die Archaeologie des Thukydides. Teubner, Leipzig u. a. 1927.
- Der römische Staat (= Einleitung in die Altertumswissenschaft. Band 3, Heft 4). Teubner, Leipzig u. a. 1935 (wurde erst posthum von Jürgen von Ungern-Sternberg mit einer biographischen Einleitung versehen und bei B.G.Teubner, Stuttgart 1985, ISBN 3-519-07408-7, zum Druck gebracht).
- Aufsätze zur Problematik jüdischer Geschichtsschreibung 1908–1950 (= Schriftenreihe wissenschaftlicher Abhandlungen des Leo-Baeck-Instituts. Band 36). Herausgegeben und eingeleitet von Selma Stern-Täubler. Mohr, Tübingen 1977, ISBN 3-16-840081-5.
- Ausgewählte Schriften zur Alten Geschichte (= Heidelberger Althistorische Beiträge und Epigraphische Studien. Band 3). Steiner-Verlag Wiesbaden, Stuttgart 1987, ISBN 3-515-04780-8.